# Роторно-лопастной двигатель Вигриянова

Роторно-лопастной двигатель

Роторно-лопастной двигатель Иванова (Вигриянова) — роторно-лопастной двигатель внутреннего сгорания. Особенность двигателя — применение вращающегося сложносоставного ротора, размещённого внутри цилиндра и состоящего из четырёх лопастей.

## История разработки
Роторно-лопастная схема двигателя была предложена ещё в 1910 году. Предлагалось только придумать к ней механизм, позволяющий двигаться лопастям по определённой закономерности. В шестидесятых годах прошлого века немецкая фирма Клёкнер-Хумбольд-Дойц (нем. Klöckner-Humboldt-Deutz) провела исследование этого двигателя с механизмом Кауэрца (нем. Eugen Kauertz). Результаты были отрицательными. Одним из отрицательных факторов была работа самого механизма преобразования движения лопастей.
В 1973 году была разработана идея нового механизма преобразования движения лопастей. Идея пришла одновременно О. М. Иванову (Томск) и группе людей из Бердска (Новосибирская область) независимо друг от друга. Информацию о возможности изготовления роторно-лопастного двигателя он получил лишь в 1978 году, когда Иванов по приезде в Бердск изготовил первый макет этого двигателя.
Бердская группа не стала дальше работать над двигателем по причине внутренних разногласий. Иванов же создал группу из трёх человек: О. М. Иванов — автор идеи, М. С. Вигриянов — инженер-патентовед, В. А. Перемитин — слесарь.
На бердском опытно-механическом заводе (БОМЗ) был изготовлен рабочий образец, который не удалось запустить по простейшим причинам, которые стали понятны позже. За время работы с образцом стали видны некоторые недостатки этого механизма. Иванов предложил новый механизм преобразования движения, который можно было легко изготовить на доступном оборудовании. Двигатель с этим механизмом был изготовлен в Институте теплофизики СО РАН.
Разработкой интересовались в России и за рубежом: немцы, американцы, бразильцы. Предполагалось просто проверить на работоспособность данную схему, и если бы мотор проработал всего лишь пять минут, авторов схемы это вполне удовлетворило бы. Испытания показали, что в принципе мотор работоспособен, но требует больших доработок. Иванов предложил применить пластинчатые уплотнения вместо канальных в версии Вигриянова и выполнить их из графита. Нерешённой осталась схема уплотнений и смазки торцов валов.
Больше этот двигатель не изготавливался.
Последняя волна интереса к РЛД была связана с озвученным публично намерением российского олигарха Прохорова, тогда — кандидата в президенты РФ, оснастить им свой Ё-мобиль, однако все изготовленные экземпляры данного транспортного средства оснащались «временно, до доведения до серийного образца РЛД», обычными ДВС.

## Конструкция
На паре соосных валов установлены по две лопасти, разделяющие цилиндр на четыре рабочие камеры. Каждая камера за один оборот совершает четыре рабочих такта (набор рабочей смеси, сжатие, рабочий ход и выброс отработанных газов). Таким образом, в рамках данной конструкции возможно реализовать любой четырёхтактный цикл.
Далее представлено описание устройства и работы РЛДВС с точки зрения разработчика - М.С. Вигриянова:
"Мне стыдно, что неопытные блогеры перевирают хорошее техническое решение. В этом решении труд большого числа изобретателей. РЛДВС состоит из двух основных блоков: это механизм преобразования движения, расположенный в корпусе, и кольцевой рабочей камеры, расположенной в цилиндре. Механизм преобразования движения состоит из неподвижной шестерни, закрепленной на корпусе где во внутреннем пространстве неподвижной шестерни установлен на подшипниках вал отбора мощности. На валу отбора мощности с внутренней стороны жестко насажен маховик (ведущее звено). На маховике, в диаметрально противоположных местах установлены эксцентриковые валики на подшипниках. На эксцентриковые валики напрессованы подвижные шестерни-сателлиты.
В рабочих камерах расположены четыре секторные лопасти, которые попарно закреплены на концах коаксиальных валов. На других концах коаксиальных валов закреплены одноплечные рычаги. Шейки одноплечных рычагов попарно соединены с шейками коаксиальных валов шатунами. 
Получается двойная кривошипно-шатунная схема. Только здесь не прямолинейное движение рабочих органов, а круговое.
А теперь принципиальный момент!
Положение эксцентриковых валиков такое, что шейка кривошипа одного валика установлена в верхней мертвой точке, а шейка кривошипа другого валика в нижней мертвой точке. При вращении маховика происходит обкатывание сателлитами неподвижной шестерни, где шейка кривошипа одного валика движется согласно движению маховика (т.е. в том же направлении), а шейка кривошипа другого эксцентрикового валика движется против направления движения маховика.
В описываемом устройстве существует и хорошо работают две системы координат, подвижная-наложенная на маховик, и неподвижная-наложенная на корпус устройства.
После взрыва бензо-воздушного заряда в камере сгорания, давление образующихся газов действует на лопасти одновременно. И эти лопасти, относительно подвижной системе координат движутся в разные стороны, с одинаковой скоростью, вращая эксцентриковые валики, а с ними и сателлиты, в одном направлении. 
Причем движение лопастей происходит по синусоидальному закону. Никаких толчков, рывков, импульсов здесь не происходит. 
Что же касается неподвижной системы координат. Это то что видим, глядя на лопасти. А мы видим, что одна пара лопастей движется ускоренно, а другая очень медленно. Это потому что одна пара лопастей получает движение от эксцентрикового валика, шейка которого движется согласно движению маховика, т.е. движения складываются. А другая пара лопастей получает движение от шейки эксцентрикового вала который движется против движения маховика, т.е. движения вычитаются, поэтому очень медленное движение пары лопастей.
Съем момента происходит не от отдельных полувалов, а от маховика и установленного в нём вала отбора мощности. И все, казалось бы, хорошо, но дьявол кроется в нюансах.
Дело в том, что лопасти во время подхода к свече зажигания, это положение сжатия имеют между собой давления сжатия, 12-15 кг/〖см〗^2, а с другой стороны этих лопастей находиться лопасти между которыми давление выхлопа, это 3 кг/〖см〗^2 сила сжатия становиться гораздо больше силы рабочего хода перед выхлопом. 
В этом положении механизма преобразования движения на лопасти начинает действовать отрицательная сила сжатия, которая пытается повернуть движение эксцентриковых валиков в обратную сторону. Происходит отрыв контакта, в зубчатой паре, между эвольвентными поверхностями неподвижной шестерни и сателлита. Но пройдя мертвую точку, происходит взрыв бензовоздушной смеси, который ударно возвращает сателлит в исходное положение. Именно этот описанный выше эффект и разрушает зубчатый механизм.
Нужно сказать, что в кулачково-пантографном механизме также происходит, отрыв контакта между роликом и кулачком. Я видел своими глазами как продавливается поверхность кулачка из стали 30ХГСА, глубиной в 1,5 мм. Попытки решить проблемы срыва контакта приводят к значительному усложнению устройства и к увеличению потерь. 
После многолетней работы над схемой РЛД, я понял, что эта схема в виде двигателя внутреннего сгорания не годится, а вот для двигателя внешнего сгорания вполне подойдет, особенно для паровой машины. Проблема тепловой напряженности лопастей в таком варианте отпадет сама собой.
Вигриянов М.С.

## Преимущества и недостатки
Преимущества двигателя Иванова (Вигриянова) (роторного двигателя с неравномерным однонаправленным (пульсирующе-вращательным) движением главного рабочего элемента) характерны для любого роторного двигателя:
- отсутствие специального механизма газораспределения,
- высокая удельная мощность.

Недостатки этого типа роторных двигателей связаны с принципом организации рабочего процесса и в конструктивной схеме двигателя, которая подразумевает снятие мощности с двух разных валов (каждый соединён со своим «коромыслом» с лопастями), движущихся неравномерно — то мгновенно и полностью затормаживаясь(!), то резко ускоряясь, поочередными импульсами (при этом как бы то догоняя, то останавливая друг друга). Снятие мощности с таких «пульсирующих» валов крайне затруднительно. Чрезвычайно затруднительной оказывается синхронизация их движения друг относительно друга. Согласование выполняется крайне сложным и громоздким механизмом синхронизации и схемой движения-вращения с двух валов. На фотографии этот механизм виден на задней части корпуса — его диаметр и ширина больше, чем сам диск рабочей камеры, где происходят рабочие циклы. Именно эта неравномерность вращения двух рабочих валов, импульсный характер их вращения и определяют все трудности создания работоспособных типов этого подкласса роторных двигателей. В созданных прототипах двигателей огромные инерционные нагрузки быстро разрушали механизмы синхронизации валов и связанных с ними лопастей. По этой причине реально работающих моделей этого типа двигателя до сих пор не создано.
К недостаткам можно отнести также высокую тепловую напряженность роторов, особенно их лопастей. Для мощных РЛДВС обязательна эффективная принудительная система охлаждения роторов.
В работе двигатель Иванова (Вигриянова) равнозначен восьмицилиндровому четырёхтактному поршневому двигателю, поскольку за один оборот реализует четыре рабочих цикла.

## Отношение М. Вигриянова к перспективам развития РЛДВС
Сообщаю заверительно, что тема роторно-лопастной машины объёмного вытеснения мною хорошо изучена, найдены все решения, необходимые и достаточные для реализации РЛДВС, но окончательный вариант конструкции РЛДВС получается слишком усложнённым, и я принимаю решение не продолжать дальше работу над РЛДВС. Правда, есть другая, и, пожалуй, основная причина – нахождение другого варианта двигателя, отличающегося от РЛДВС простотой и вдвое большим КПД..
В 2002 году в СМИ появилась статья о том, что проблема механизма преобразования попеременного движения лопастей в постоянное движение вала якобы была решена:
упоминается, что решение достигнуто с помощью некого «дифференциального механизма». Однако, в приведённой статье какие-либо строгие подтверждения этого факта отсутствуют, но при этом указано, что изготовить двигатель не удалось, по словам автора, из-за отсутствия финансов.
Ввиду того, что тема роторно-лопастного двигателя остается актуальной и по сей день, а споры за авторство продолжаются, в 2023 году был получен комментарий М. С. Вигриянова от первого лица:
Этот текст Wiki (тот, что выше) написал тот самый парень из Сибири, про которого писали в интернете «ёшники». Его зовут Матвей Филатов. Текст наивен, ‘писатель’ не в теме. Однако блогеры перепечатывают эту статью не задумываясь, разнося негатив.   
Поэтому я решил прояснить ситуацию.
Группа энтузиастов на Бердском электромеханическом заводе, состоящая из Грязева Виктора Филипповича, Ковнера Владимира Максимовича и Рогова (имя и отчество не знаю), на общественных началах разработали и изготовили открытый стальной габаритно-весовой макет РЛДВС с дифференциальным механизмом преобразования движения лопастей. Этот макет я держал в руках и вращал за рукоятку. Работа этого макета была похожа на работу швейной машинки. В.М. Ковнер просил меня помочь устранить стук в механизме.  
У бердской группы возникли разногласия, но Виктор Филиппович Грязев продолжил эту тему со мной. Мы работали с ним еще задолго до организации экспериментальной группы, которую я создал для решения задач по автоматизации производства электробритвы ‘Бердск’. Результат - авторские свидетельства, а иначе - патенты РФ №1177122, 12022828, 1316787, 1206531, 1093472, 1036403, 1202991.
Кстати, экспериментальная группа была создана по приказу директора завода Пащенко Вадима Дмитриевича. Мы работали над своими изобретениями профессионально, до 16 часов в сутки. В экспериментальную группу я собрал энтузиастов РЛДВС, работа продолжалась 5 лет, пока по объективным причинам нам пришлось уйти с завода. 
Иванов Олег Михайлович, находясь в г.Томске, изобрел не двигатель, а кулачково-пантографный механизм преобразование движения. Авторское свидетельство №1191658. Это устройство получило развитие, авторское свидетельство №1249247 и № 1504438. Кстати, прототипом механизма Иванова О.М. (авторское свидетельство №1191658) является механизм Лукьянова из Пскова (авторское свидетельство № 724850 1978 г.). Лукьянов до сих пор не сдвинулся с места в развитии механизма преобразования движения, но очень хорошо, что догадался использовать схему РЛДВС в качестве паровой машины. Я его поздравляю.
Все дальнейшие варианты механизма преобразования движения, а также устройства роторных машин были с моим участием, в большинстве которых я ведущий соавтор. Авторские свидетельства и патенты РФ №1788305, 1629608, 1752991, 1618949, 2022183 и т.д. Пластинчатые уплотнения авторское свидетельство №1788305 где авторы: Вигриянов М.С., Иванов О.М., Перемитин В.А. и другие.
Канальные уплотнения я не предлагал. Это словосочетание является любимым слоганом ”писателя” этой статьи. Наша экспериментальная группа после 16 лет работы распалась и так же по причине внутренних разногласий. Олег Михайлович провел работу под названием: “Авторство Вигриянова ставиться под сомнение, так как по сути никаких кардинальных изменений в конструкции двигателя с его стороны не было”. Организация акционерного общества “АMСИ” (Америка-Сибирь) - это реклама. Кроме одной бумажки, нечего не было. Кичливость Олега Михайловича смотрится смешно.
После распада группы, двигатель изготавливался сначала на Бердском ПО «ВЕГА», куда я был официально трудоустроен, а потом на Новосибирском заводе им.Чкалова. Работа не была завершена по причине перестроечного обвала. «ВЕГУ» продали, а цех №19, на заводе Чкалова, где изготавливали РЛДВС сократили. Но несмотря на это, я получил богатый опыт от общения со специалистами обоих заводов по вопросам изготовления РЛДВС. В этом двигателе, кроме механизма преобразования и лопастей, очень большое количество проблем и нюансов. И на ПО «ВЕГА» и на заводе им. Чкалова я вел работу профессионально. На каждом заводе был открыт заказ. В работе участвовали специалисты заводов: как инженеры–технологи, так и высококвалифицированные рабочие. На «ВЕГЕ» работу курировал зам. главного инженера Коваленко Александр Сергеевич, а на заводе Чкалова - главный технолог Кучумов Геннадий Терентьевич.
“Последняя волна интереса к РЛД"- здесь Матвей умалчивает, что к Прохорову он уехал с моими материалами по РЛДВС, включая макет РЛДВС из оргстекла. В текстах в интернете, по поводу встреч «ёшников» с Филатовым, говорится, что он привез двигатель в сумке и показал, как он работает. Так вот он показал «ёшникам» оргстеклянный макет. Но даже мне показалось из текста, что он привез работающий двигатель. И когда Прохоров пообещал процент от продаж, у Матвея крышу снесло. А когда фокус не удался, и задачка ему оказалась не по зубам, вышла эта статья в Википедии.
Я свою фамилию в Википедию не вставлял. Это сделал Матвей Филатов, сначала с благими намерениями, а потом негативно. Но никак не могу понять, в чем сыр-бор, когда группа энтузиастов, взявшись решить мировую проблему, потерпела фиаско, так и не решив ее. Глупо делить такую «славу». К сегодняшнему дню ни одно из предложенных технических решений не получило практического подтверждения. Результат отрицательный.
Тему роторного двигателя я продолжаю в прежнем ключе.

Вигриянов М.С.